# Reynaert
Joseph Reynaerts, conocido como Reynaert (Seraing, 24 de julio de 1955 - 5 de noviembre de 2020) fue un cantautor y mánager belga, conocido por su participación en el Festival de la Canción de Eurovisión 1988.

## Carrera musical
Reynaert comenzó actuando en la calle a los 18 años. En 1978 ganó una competición musical en la ciudad belga de Spa con la canción "Cerf-volant" ("Cometa"), que fue lanzada como sencillo. Otro sencillo, "Pas assez" ("No es suficiente"), le siguió en 1982, lanzando su primer álbum en 1984.

## Festival de Eurovisión
En 1988, Reynaert cantó "Laissez briller le soleil" ("Dejad que brille el Sol") que fue elegida para representar a Bélgica en el Festival de la Canción de Eurovisión 1988 que tuvo lugar el 30 de abril en Dublín. A pesar de su título, se trataba de un tema de un lirismo sombrío, casi desesperado, una canción que no conectó con los jurados y terminó en el 18 puesto de un total de 21, recibiendo únicamente los puntos del jurado francés.

## Carrera posterior
"Laissez briller le soleil" fue lanzada como sencillo pero con poco éxito. Desde ese momento se habló poco de Reynaert. Falleció el 5 de noviembre de 2020 a los 65 años tras contraer COVID-19.